# Stanisław Gosławski
Stanisław Gosławski (ur. 7 września 1918 w Wąwolnicy, zm. 31 lipca 2008 w Lublinie) – polski rzeźbiarz.

## Życiorys
Syn kowala Antoniego Gosławskiego i Stefanii z domu Łuszczyńskiej. Pierwszą osobą uczącą Stanisława rysunku i rzeźby był jego starszy brat, rzeźbiarz i medalier, Józef Gosławski. W 1946 Stanisław rozpoczął naukę w krakowskiej ASP, a następnie kontynuował studia w Państwowej Wyższej Szkole Sztuk Plastycznych w Poznaniu. Wraz z Józefem i jego żoną Wandą brał udział m.in. w realizacji rzeźby Muzyka na warszawskim MDMie. Jego liczne prace samodzielne znajdują się w Warszawie, Lublinie, Lubartowie, Kraśniku, Zamościu, Chełmie, Hrubieszowie, Włodawie, Puławach i Wąwolnicy. Realizował też prace dla hotelu Warszawa w Moskwie oraz Uniwersytetu Polonijnego w Pittsburghu. Za szczególne zasługi dla sztuki oraz pracę społeczną na rzecz środowiska artystów został odznaczony Złotą Odznaką ZPAP.